# Maileus
Maileus Peckham & Peckham, 1907 è un genere di ragni appartenente alla famiglia Salticidae.

## Caratteristiche
Come evidenziato dai primi descrittori di questo genere, vi sono notevoli affinità col genere Microhasarius Simon, 1902.
Si conosce con certezza solo l'esemplare femminile originale studiato dai Peckham per questo genere, lungo circa 6 millimetri. Pur non essendovi disegni pubblicati ufficialmente di questo esemplare, l'aracnologo Zabka ne ha disegnato i genitali femminili e Prószynski quelli maschili e femminili di altri due esemplari che probabilmente appartengono a questo genere.

## Distribuzione
L'unica specie oggi nota di questo genere è stata rinvenuta nel Borneo.

## Tassonomia
A dicembre 2010, si compone di una specie:
- Maileus fuscus Peckham & Peckham, 1907[3] — Borneo